# Litschibaum
Der Litschibaum oder Litchibaum (Litchi chinensis) ist die einzige Art der Pflanzengattung Litchi innerhalb der Familie der Seifenbaumgewächse (Sapindaceae). Die Früchte von Litchi chinensis heißen ebenfalls Litschi oder Litsch, häufig auch Lychee aus dem Englischen (chinesisch 荔枝, Pinyin lìzhī), weitere Bezeichnungen lauten Chinesische Haselnuss, Litschipflaume oder Liebesfrucht. Sie werden als Obst oder Fruchtsaft verwendet und schmecken sehr süßlich.

## Beschreibung

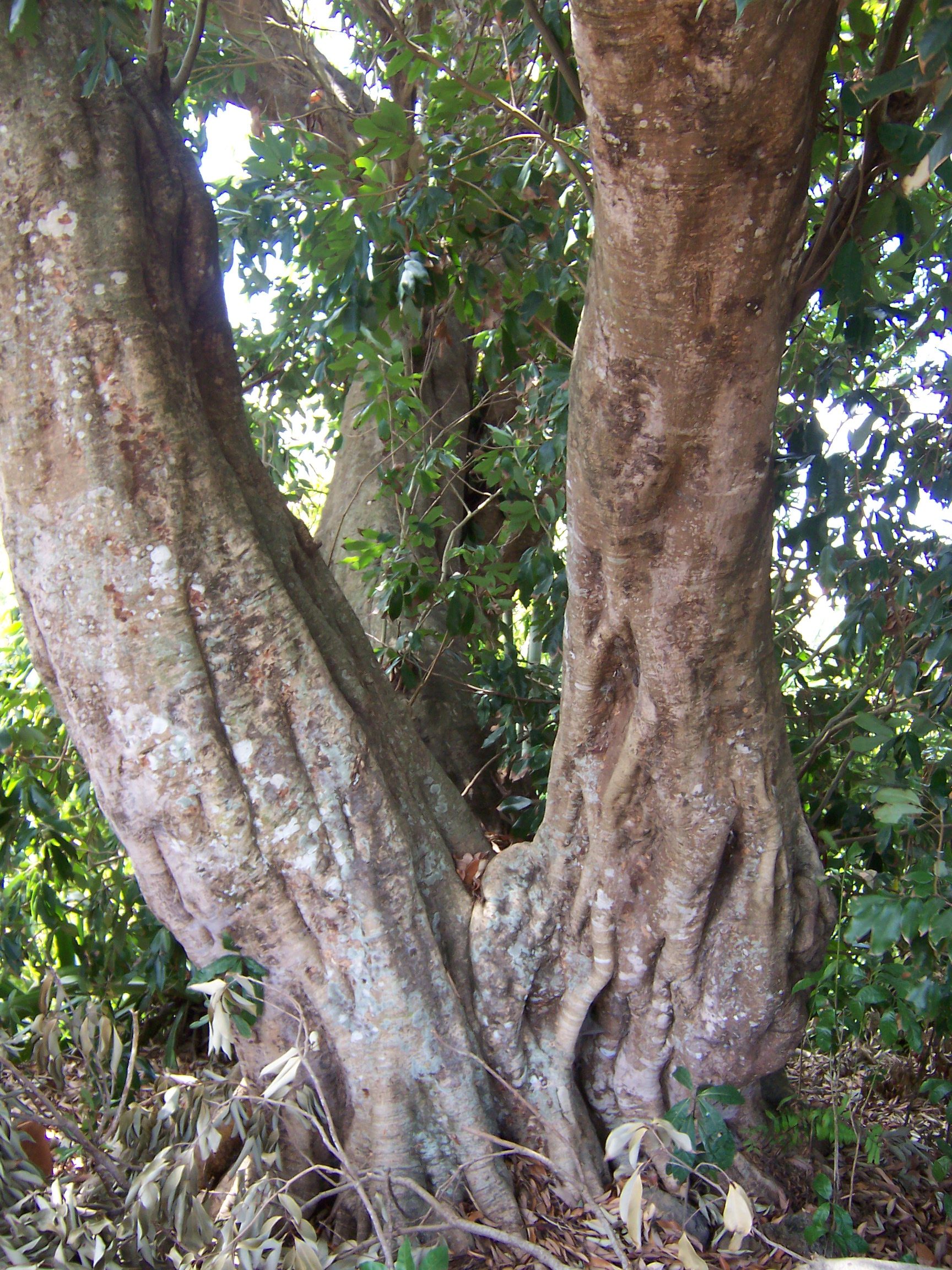
Stamm und Borke

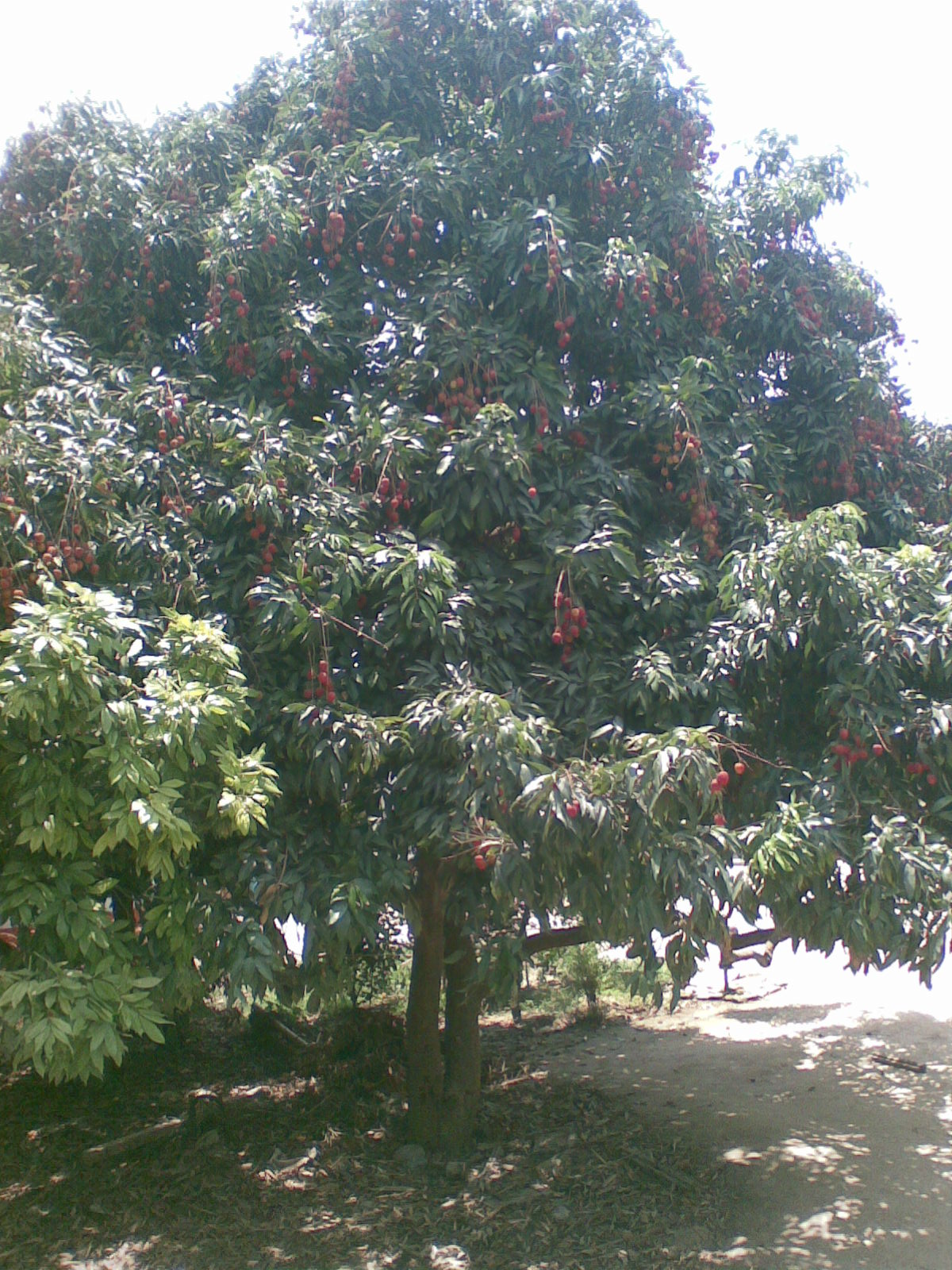
Habitus eines Litschibaumes mit Früchten

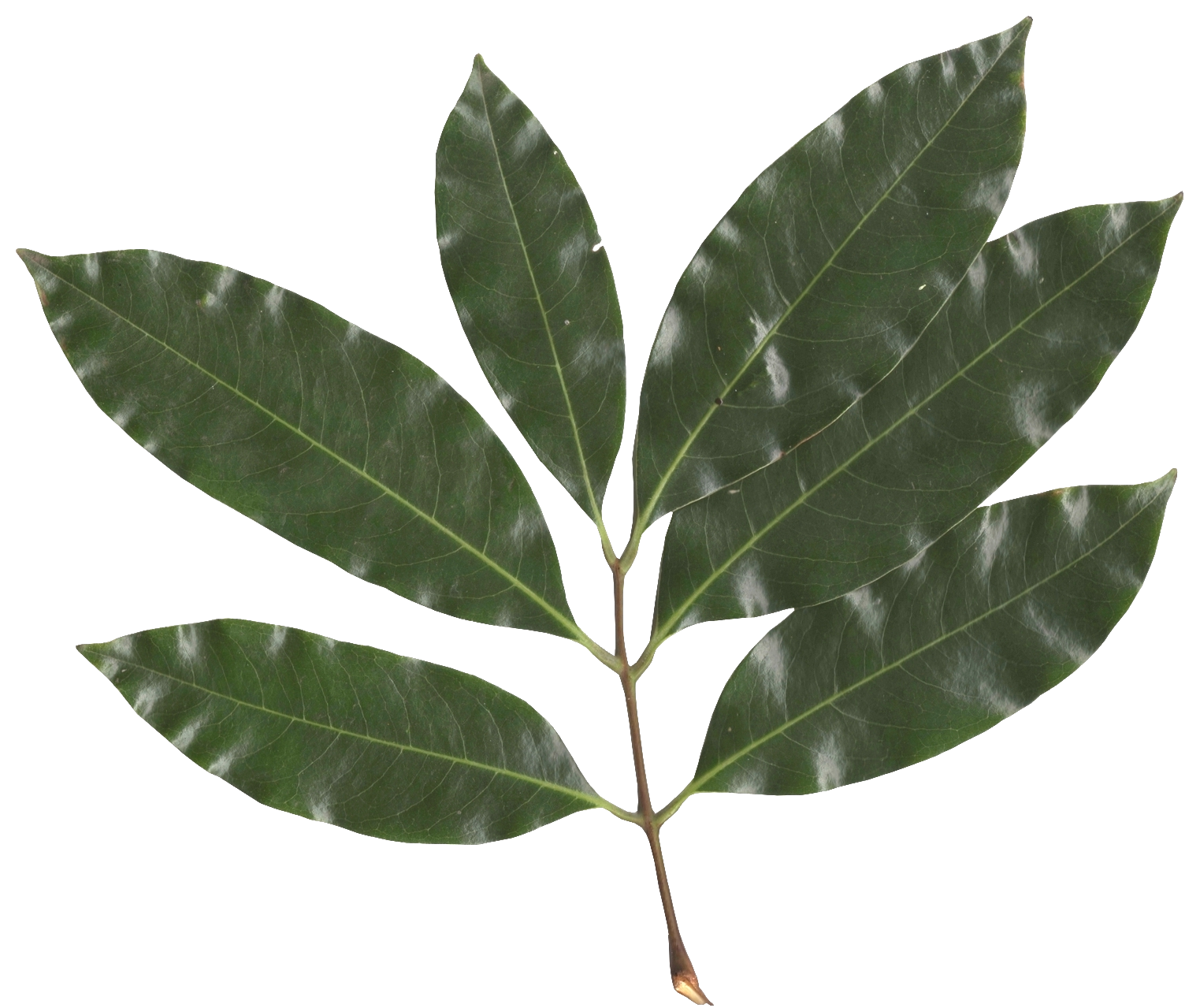
Paarig gefiedertes Laubblatt, wobei die Fiederblattpaare nur fast gegenständig angeordnet sind

### Erscheinungsbild, Rinde und Blatt
Der Litschibaum wächst als immergrüner Baum und erreicht Wuchshöhen oft von 10 Meter, manchmal von etwa 15 Meter und höher. Er wächst relativ langsam und bildet eine runde, ebenso breite wie hohe Baumkrone. Die oberirdischen Pflanzenteile besitzen einfache oder zweiarmige Haare (Trichome, Indument), aber keine drüsigen Schuppen. Die Borke ist gräulich-schwarz. Die stielrunden Zweige besitzen eine bräunlich-rote Rinde, die gestreift, glatt oder dicht mit weißen Lentizellen bedeckt ist.
Beim Austrieb sind die Laubblätter bronzefarben. Die wechselständig und spiralig oder manchmal teilweise, besonders nahe der Blütenstände, fast gegenständig angeordneten Laubblätter weisen eine Gesamtlänge von 10 bis 25 cm oder mehr auf und sind in Blattstiel und Blattspreite gegliedert. Die mehr oder weniger stielrunden 1,2 bis 7 cm langen Blattstiele sind an ihrer Basis angeschwollen und etwas hohl; sie sind kahl oder verkahlen früh und sind oft durch Lentizellen pustulös. Die Blattspreite ist paarig gefiedert. An der Blattrhachis sind die ein bis vier, meist zwei oder drei Fiederblattpaare mehr oder weniger gegenständig angeordnet. Die 7 bis 8 mm langen Stielchen der Fiederblätter sind oben tief gefurcht und nahe ihrer Basis angeschwollen. Die dünnen bis normal ledrigen Fiederblätter sind bei einer Länge von 6 bis 15 cm und einer Breite von 2 bis 4 cm lanzettlich oder eiförmig-lanzettlich, manchmal elliptisch-lanzettlich; sie besitzen eine auf beiden Seiten gleiche bis manchmal ungleichseitig spitze, mehr oder weniger verschmälerte Basis sowie ein meistens kurzes bis langes, mehr oder weniger abrupt geschwänztes oder stumpf- bis spitz-zugespitztes, manchmal gerundetes bis leicht ausgerandetes oberes Ende. Der glatte bis hauptsächlich im oberen Bereich gewellte Rand der Fiederblätter ist leicht zurückgebogen. Die glatten und auf der tiefgrünen Oberseite glänzenden und auf der Blattunterseite matten, bereiften Fiederblätter sind kahl, auf der Unterseite ziemlich dicht angedrückt winzig behaart. Es liegt Fiedernervatur vor. Der Mittelnerv ist oben schmal gefurcht. Die auf beiden Seiten der Fiederblätter undeutlichen bis auf der Unterseite etwas erhabenen Seitennerven sind gerade bis gebogen, verlaufen oft wellig oder zickzackartig und können sich am Fiederblattrand vereinigen. Zwischen den Seitennerven ist eine grobe Netznervatur erkennbar. Es sind keine Nebenblätter vorhanden.

### Blütenstand und Blüte

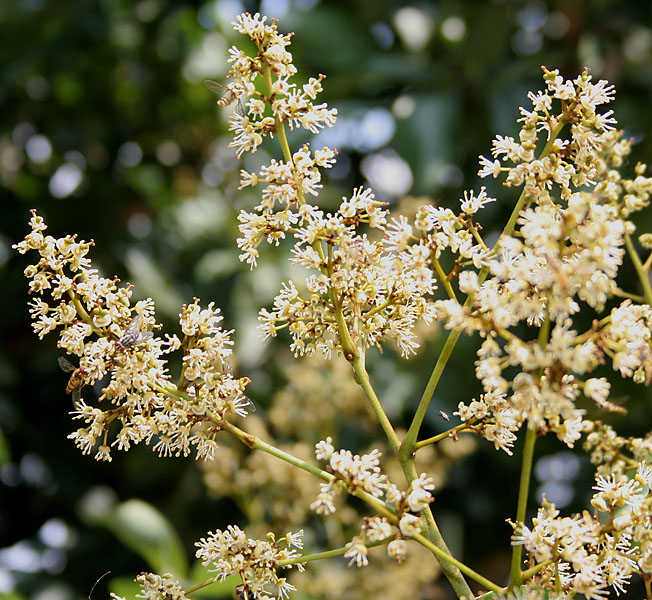
Blütenstände

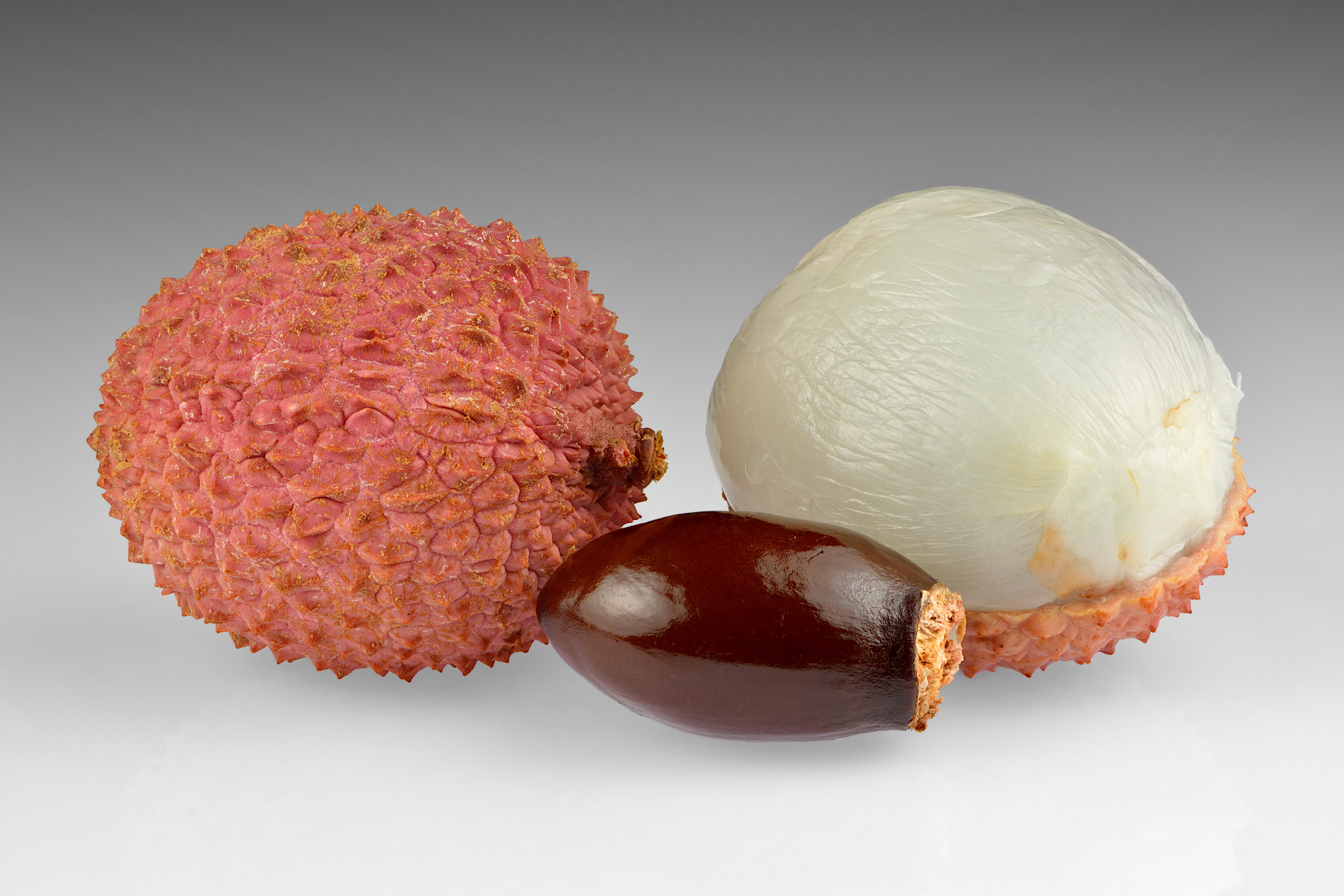
Ganze und geöffnete Frucht mit Samen

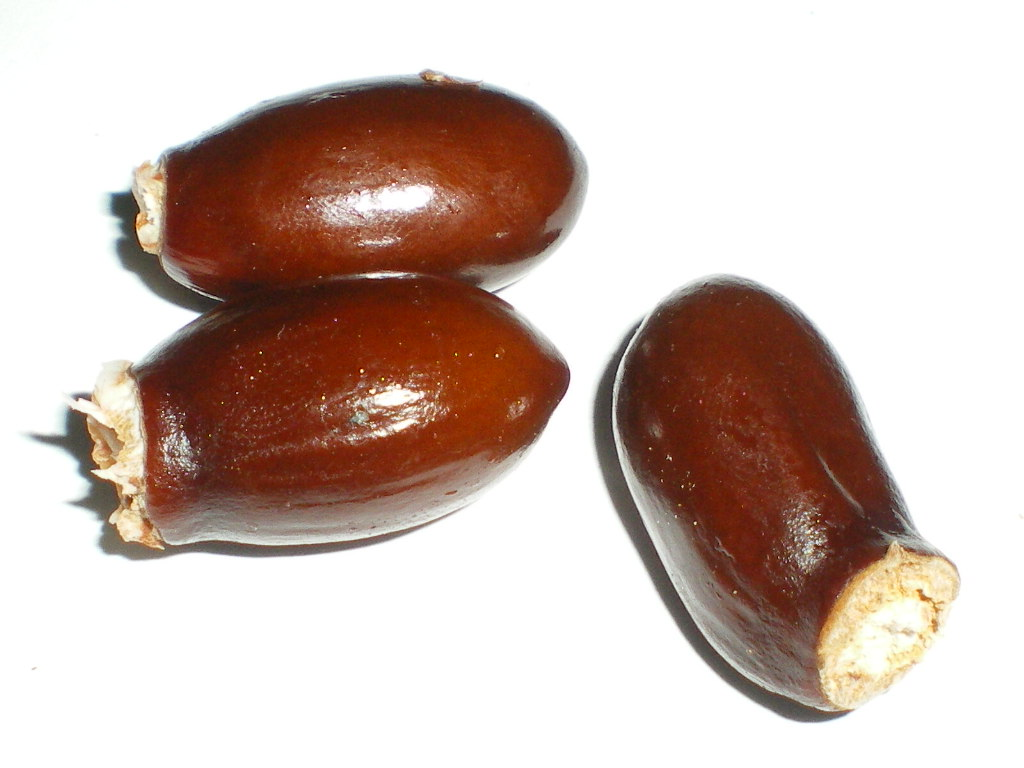
Samen mit Hilum

In China liegt die Blütezeit im Frühling. Litchi chinensis ist duodichogam und falsch polygam. Die drei Blütentypen; männliche, mit Pistillode oder weibliche, mit kleinen, etwa sechs Staminodien oder die nur männlichen sind funktionell eingeschlechtlich. Die meist endständigen oder selten seitenständigen, mit einer Länge von bis zu 75 cm relativ großen, gut verzweigten, thyrsoiden Blütenstände enthalten jeweils viele Blüten der verschiedenen Blütentypen. In einem Blütenstand öffnen sich meist zuerst die männlichen Blüten. Die Blütenstandsachsen sind gold- oder rostfarben filzig behaart. Die Trag- und Deckblätter (Brakteen und Brakteolen) sind klein; die Tragblätter sind bei einer Länge von 0,5 bis 2 mm dreieckig. Die 2 bis 4 mm langen Blütenstiele sind meist dünn oder manchmal kurz und gedrungen.
Die duftenden, weißlichen bis grünlichen, kleinen Blüten sind radiärsymmetrisch mit einfacher Blütenhülle. Die vier oder fünf außen und innen dicht angedrückt goldfarben filzig behaarten Kelchblätter sind becherförmig verwachsen und öffnen sich früh. Wenn der Kelch vollständig geöffnet ist, besitzt er einen Durchmesser von 3 bis 5 mm. Die vier oder fünf gleichen Kelchlappen sind etwa ein Drittel bis halb so lang wie die Kelchröhre. Die Kronblätter fehlen. Der relativ kleine, ringförmige Diskus ist glatt und ohne Anhängsel. In den männlichen oder funktionell männlichen Blüten sind meist sechs oder sieben, manchmal acht Staubblätter vorhanden und überragen den Blütenkelch. Die bei einer Länge von etwa 4 mm dünnen und fadenförmigen, freien Staubfäden sind unterschiedlich weich behaart. Die kahlen Staubbeutel sind bei einer Länge von etwa 1 mm elliptisch mit bespitztem bis ausgerandetem oberen Ende. In den weiblichen Blüten ist der Stempel 1,5 bis 1 mm lang. Meist zwei, selten drei Fruchtblätter sind zu einem meist zwei-, selten dreilappigen und -kammerigen Fruchtknoten verwachsen. Der kurz gestielte, oberständige Fruchtknoten ist herzförmig mit dicht warziger Oberfläche. Je Fruchtknotenkammer ist nur eine basale Samenanlage vorhanden. Der zwischen den oberen Fruchtknotenlappen inserierte,  kurze und stielrunde Griffel ist kürzer als der Fruchtknoten. Die Narbe besitzt meist zwei, selten drei ausgebreitete bis zurückgeklappte Lappen. Zur Bestäubung sind Insekten erforderlich (Entomophilie).

### Frucht und Samen
In einem hängenden, lockeren Fruchtstand befinden sich zwei bis dreißig Früchte. Bei den Früchten handelt es sich um spezielle Steinfrüchte (Camara). Die Früchte sind bei einem Durchmesser von 2 bis 3,5 cm mehr oder weniger kugelig, ellipsoid oder eiförmig. Das relativ dünne, ledrige – oder wenn es trocken ist harte – Perikarp (Schale) ist pyramidal-warzig und kann bestachelt, seltener fast glatt sein. Bei Reife färbt sich das Perikarp rosafarben bis rötlich und bei älteren Früchten bräunlich. Das Endocarp ist kahl und leicht vom Arillus zu trennen (nicht anhaftend, verwachsen). Der nicht essbare Samen ist bei einer Größe von 2 cm × 1,5 cm ellipsoid. Das basale Hilum ist bei einem Durchmesser von 6 bis 7 mm kreisförmig. Die Samenschale (Testa) ist (manchmal schwärzlich) braun, glänzend, glatt, kahl und ledrig. Der Embryo ist aufrecht. Der Samen ist in der unteren Hälfte bis vollständig von einem Arillus umgeben. Der essbare, wenn er frisch ist, bis zu 5 mm dicke Arillus ist fleischig, bläulich-weiß, perlmuttfarbig bis hellgelb oder leicht rosafarben, durchscheinend, fest, saftig, süß und relativ stark duftend; er wird auf Grund der entsprechenden Verwendung manchmal „Fruchtfleisch“ genannt. Die Fruchtschale entwickelt sich zuerst, dann der Samen und zuletzt der Arillus. Abhängig von Sorte und Standort dauert es etwa drei Monate von der Bestäubung bis zur Fruchtreife. In China reifen die Früchte im Sommer.

### Chromosomenzahl
Die Chromosomenzahl beträgt 2n = 28, 30.

## Systematik und ursprüngliche Verbreitung
Die ursprüngliche Heimat des Litschibaumes ist nicht geklärt, da er schon sehr lange kultiviert wird. Das Zentrum des ursprünglichen Verbreitungsgebietes von Litchi chinensis wird zwischen dem 23. und 27. nördlichen Breitengrad im subtropischen Teil des südlichen Chinas, nördlichen Vietnam und in Malaysia vermutet.
Mit Litchi chinensis als Typusart stellte Pierre Sonnerat 1782 in Voyage aux Indes Orientales, 3, S. 255 die Gattung Litchi auf. Ein Synonym von Litchi Sonn. ist Euphoria Comm. ex Juss.
Litchi chinensis ist die einzige Art der Gattung Litchi in der Unterfamilie Sapindoideae innerhalb der Familie der Sapindaceae.
Es gibt von der Art Litchi chinensis etwa drei Unterarten:
- Litchi chinensis Sonn. subsp. chinensis (Syn.: Dimocarpus lichi Lour., Litchi chinensis var. euspontanea H.H.Hsue, Nephelium chinense (Sonn.) Druce, Nephelium litchi Cambess., Scytalia chinensis (Sonn.) Gaertn., Euphoria lit-chi Desfont. nom. illeg., Nephelium lit-chi (Desfont.) Cambess. nom. illeg.): Sichere natürliche Standorte für Litchi chinensis Sonn. subsp. chinensis sind in den beiden chinesischen Provinzen südwestliches Guangdong (Xuwen) und Hainan nachgewiesen.[1] Sie gedeiht am besten in heißem und feuchtem Klima mit mindestens einer kühlen und trockenen Periode, aber ohne Frost. Sie wird meist in tieferen Höhenlagen entlang von Still- oder Fließgewässern angetroffen. Eine „Mountain Lychee“ genannte Form gedeiht auf trockenen Hügeln.[3]
- Litchi chinensis subsp. philippinensis (Radlk.) Leenh. (Syn.: Euphoria didyma Blanco, Dimocarpus didyma Radlk. nom. illeg., Litchi philippinensis Radlk., Litchi philippinensis f. genuina Radlk. nom. illeg., Litchi philippinensis Radlk. ex Whitford nom. nud.): Sie kommt auf den Philippinen nur auf Luzon, Mindanao, Sibuyan und Samar und im südöstlichen Neuguinea vor. Sie gedeiht in Höhenlagen zwischen 0 und 500 Meter.[3]
- Litchi chinensis subsp. javensis Leenh. (Syn.: Litchi chinensis Sonn. glomeriflora Radlk., Litchi chinensis Sonn. var. glomeriflora): Sie ist nur von kultivierten Exemplaren auf wenigen Standorten auf Java bekannt. Anders als die Nominatform kommt sie mit tropischem immerfeuchtem Klima gut zurecht. Sie wird in Höhenlagen bis zu 250 Meter kultiviert.[3]

## Geschichte der Kultivierung

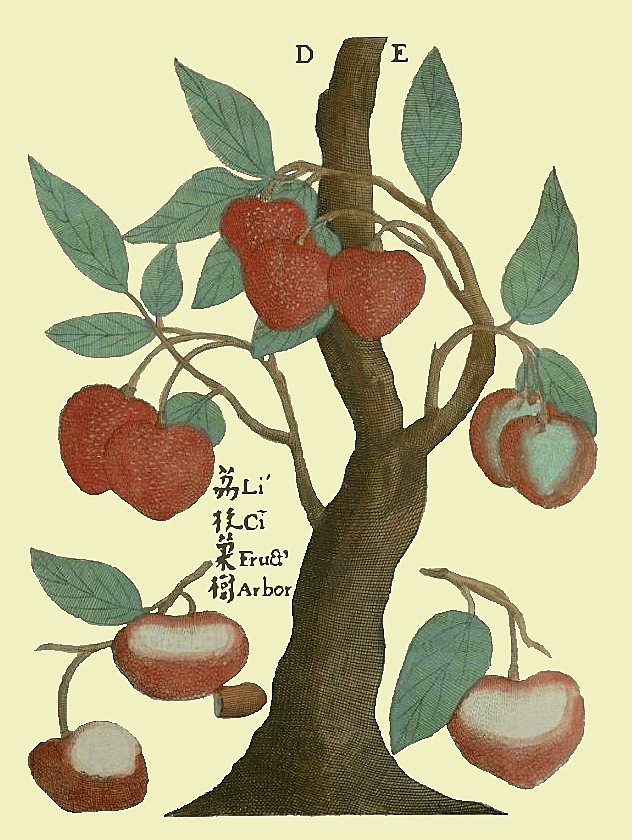
Illustration aus einem Werk des Jesuiten Michał Boym: Flora Sinensis, 1657

Zahlreiche Wildformen des Litschibaums wachsen in Regenwäldern der chinesischen Provinzen Hainan und Yunnan sowie im westlichen Guangdong und im östlichen Guangxi. Die älteste Erwähnung der Kultivierung des Litschibaums stammt ebenfalls aus China, und zwar aus dem 2. Jahrhundert vor der Zeitenwende. Eine Analyse des Genoms erbrachte Hinweise darauf, dass der Litschibaum zweimal unabhängig voneinander kultiviert wurde: Die extrem frühzeitig reifenden Kultursorten stammen demnach von Wildformen aus Yunnan ab, die extrem spät reifenden Sorten stammen hingegen von Wildformen aus Hainan ab. Von China erreichten Sorten am Ende des 17. Jahrhunderts Myanmar. In Indien und Thailand wurde er 100 Jahre später eingeführt. Der Litschibaum erreichte Madagaskar und Mauritius etwa 1870 und er wurde 1873 in Hawaii von chinesischen Händlern eingeführt. Von Indien aus erreichte der Litschibaum zwischen 1870 und 1880 Florida und wurde 1897 in Kalifornien eingeführt. Möglicherweise brachten chinesische Migranten 1954 den Litschibaum nach Australien und zwischen 1930 und 1940 erreichte er das heutige Israel.

## Nutzung

### Anbaugebiete
Heute wird der Litschibaum weltweit in den subtropischen Klimazonen angebaut. Anbauländer sind unter anderem die Volksrepublik China (besonders im südlichen China in den Provinzen südliches Fujian und Guangdong), Taiwan, Vietnam, Indien, Kambodscha, Südafrika, Madagaskar, Australien, Israel, Mexiko, Brasilien, Hawaii und die Südstaaten der USA.
Heute sind China, Taiwan, Thailand, Indien, Südafrika, Madagaskar, Mauritius und Australien die Hauptanbauländer. Im südlichen China gedeiht heute der Litschibaum zwischen dem 31. und 18. nördlichen Breitengrad sowie dem 101. und 120. östlichen Längengrad, das wirtschaftlich wichtige Hauptanbaugebiet liegt dort zwischen 19° und 24° nördlicher Breite. Seit den 1980er-Jahren ist die Litschifrucht ein Hauptindustriebereich des südlichen China mit 320.000 Beschäftigten. In China wurden 1999 etwa 950.000 Tonnen Litschifrüchte auf 530.000 Hektar produziert. In Indien liegen die Hauptanbaugebiete in den Bundesstaaten Bihar, West Bengal und Uttar Pradesh, daneben werden Tripura, Orissa, Punjab, Himachal Pradesh, Assam und die Nilgiri-Hügel als Anbaugebiete genannt. 429.000 Tonnen Litschifrüchte werden auf 56.200 Hektar in Indien produziert. In Thailand liegen die Hauptanbaugebiete im nördlichen, subtropischen Teil, hauptsächlich in den Provinzen Chiang Mai, Chiang Rai, Phayao, Nan und Samut Songkhram. 1999 wurden 85.083 Tonnen Litschifrüchte auf 22.200 Hektar in Thailand produziert. Obwohl der Litschibaum erst 1954 in Australien eingeführt wurde und die Plantagen hauptsächlich in den 1970er-Jahren angepflanzt wurden, produzierten am Beginn des 21. Jahrhunderts etwa 350 Anbauer jährlich etwa 3000 Tonnen. Die australischen Hauptanbaugebiete liegen in Queensland und im nördlichen New South Wales.

### Anbaubedingungen

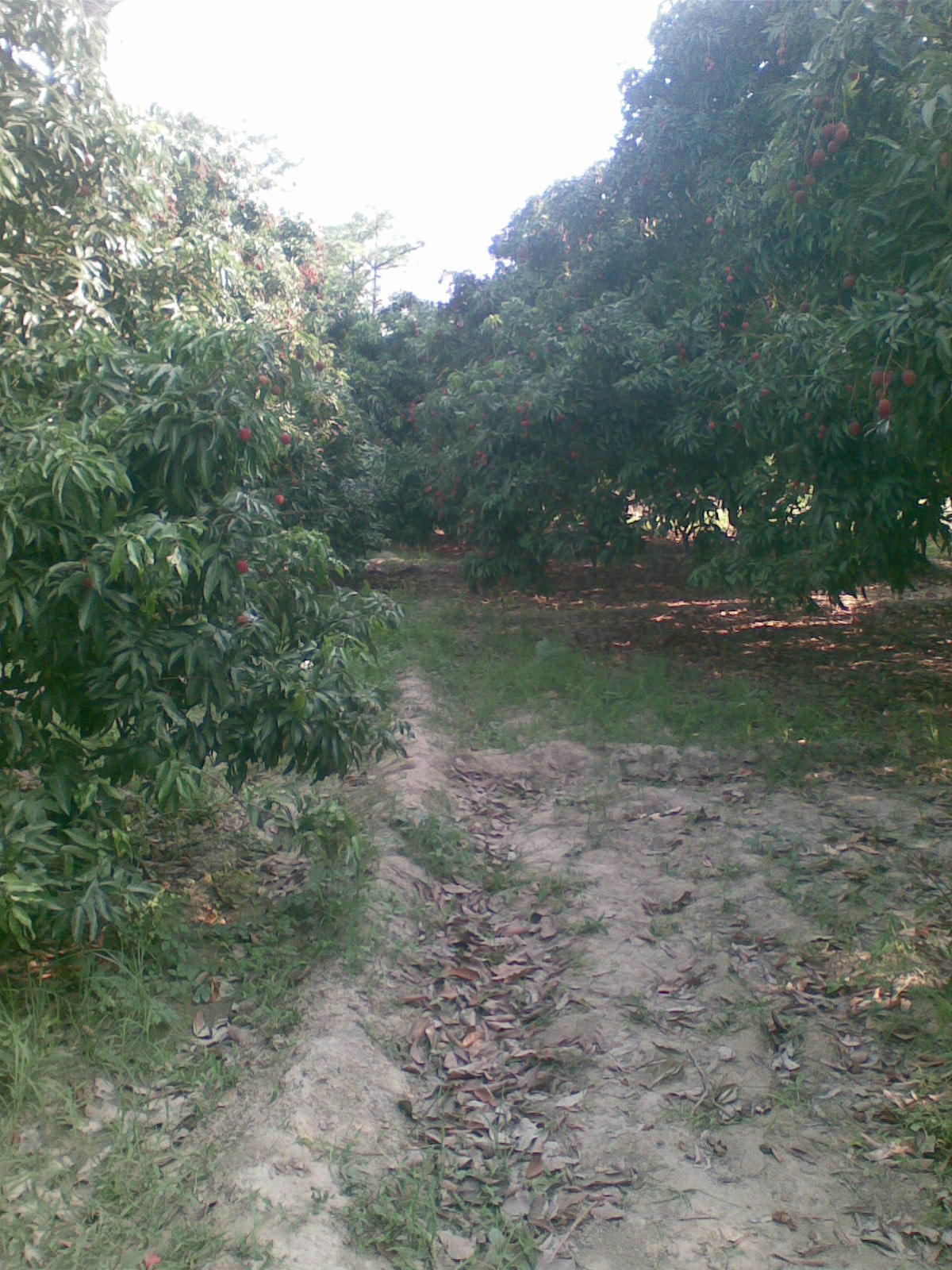
Litschi-Plantage

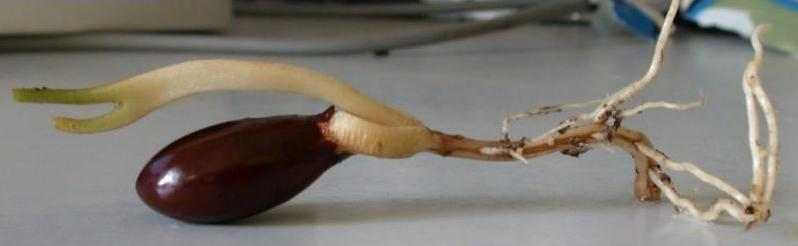
Keimling etwa zwei Wochen nach der Keimung schon mit reichhaltigem Wurzelsystem

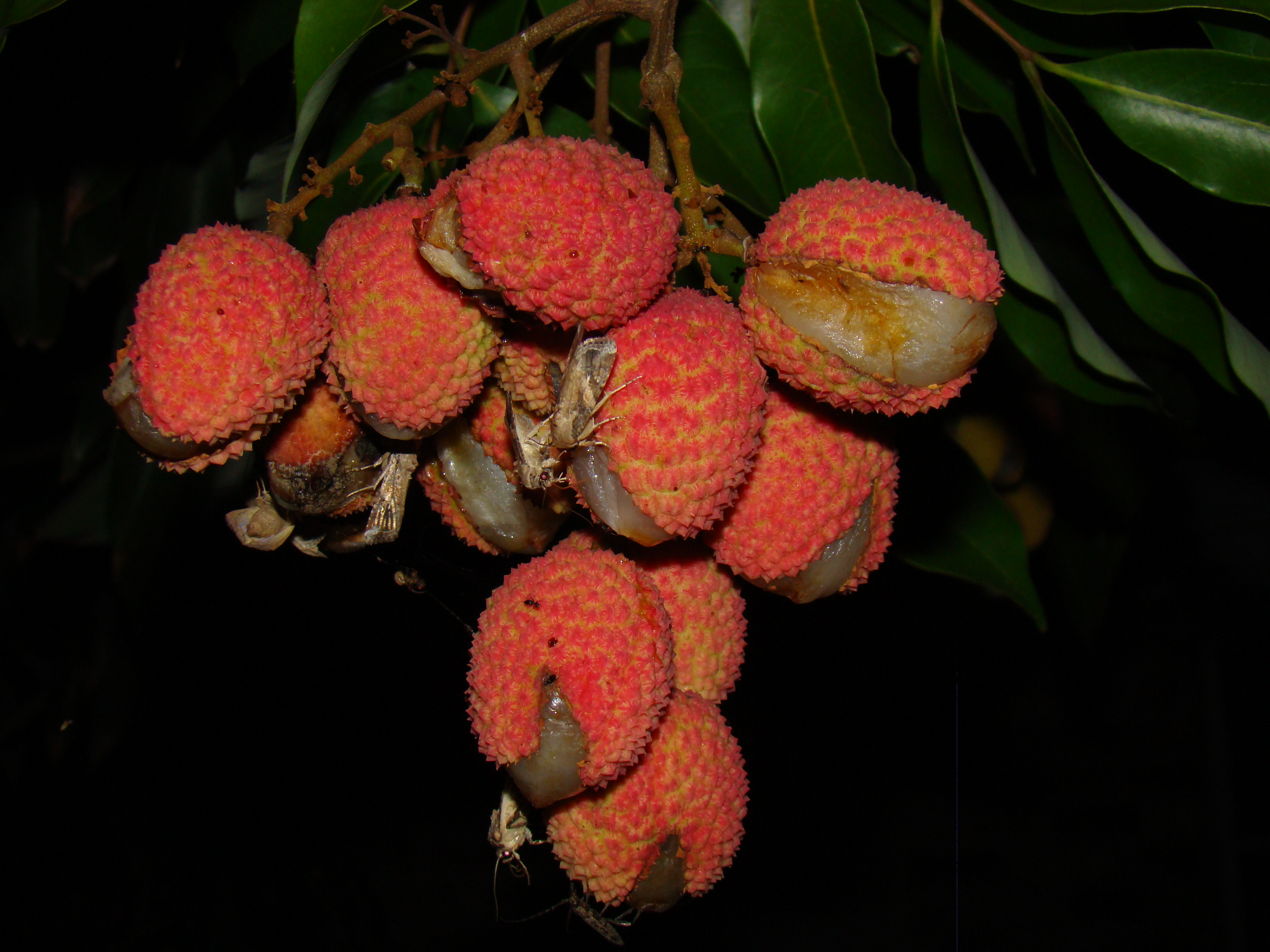
Aufgeplatzte Litschifrüchte am Baum mit nachtaktiven Insekten

Die Sorten des Litschibaumes sind hauptsächlich angepasst an die warmen Subtropen. Beste Anbaubedingungen herrschen in Gebieten mit kurzen, trockenen, frostfreien Wintern und langen, heißen Sommern mit hohen Niederschlägen und hoher Luftfeuchte. Niedrige Erträge sind die Folge von zu wenig kalten oder trockenen Wintern, die eine zu geringe Blüteninduktion zur Folge haben. Die Blüteninduktion erfolgt nur, wenn zu Beginn des Neuaustriebes kühle Temperaturen herrschen.
Der Litschibaum gedeiht auf sehr unterschiedlichen Böden. Am häufigsten erfolgt der Anbau auf Alluvialböden, die auch meist relativ feucht sind. Der günstigste pH-Wert liegt zwischen 6 und 7.
Traditionell werden Litschi-Plantagen in Abständen von 9 oder 10 × 12 Meter oder 12 × 12 Meter, mit etwa 70 bis 80 Exemplaren je Hektar angelegt, solche Plantagen liefern hohe Erträge nach 10 oder 15 Jahren, aber es wird in den ersten Jahren viel Land verschwendet. Neuere Plantagen in Australien werden in Abständen von 6 × 8 Meter oder 4 × 6 Meter oder 7 × 3 Meter, mit etwa 200 bis 600 Exemplaren je Hektar angelegt. In China enthalten manche sehr dicht bepflanzte Obstgärten 1500 Exemplare je Hektar.
Junge Bäume sind empfindlich gegen Frost und Wind.
Oft ertragsmindernd wirken sich ungenügende Nährstoffversorgung und zu geringe Wasserversorgung aus. Beispielsweise werden manche australische Plantagen zwei- bis dreimal pro Woche bewässert. Eine Bewässerung alle sieben bis zehn Tage ist jedoch häufiger.
Die Litschi-Samen sind nur vier bis fünf Tage keimfähig. Vom Keimling bis zur ersten Fruchtbildung dauert es 5 bis 12 oder sogar 25 Jahre. Deshalb werden Litschibäume für den kommerziellen Anbau nicht aus Samen kultiviert, sondern Aussaaten dienen der Selektion neuer Sorten oder zur Gewinnung von Unterlagen.
Die Anzucht von neuen Obstbäumen erfolgt meist über Stecklinge. Auch Veredeln auf Sämlingen ist üblich. Eine angewendete Methode, um sicher über vegetative Vermehrung an Jungpflanzen zu kommen, erfolgt durch sogenanntes Abmoosen. Bei diesen vegetativen Vermehrungsmethoden erhält man genetisch identisches Material der Mutterpflanze und so die gewünschten selektierten Eigenschaften. Dies wäre bei der Vermehrung über Samen nicht der Fall.
Eine Methode in manchen Anbaubetrieben, um Austrieb von nicht blühenden Zweigen zu minimieren und den Fruchtertrag zu steigern, ist das Ringeln, dabei werden 1,5 bis 4 mm breite Streifen kreisförmig oder spiralig um den Stamm herum in die Borke geschnitten.

### Probleme bei der Produktion
Bei hohen Obstbäumen führen früchtefressende Vögel und Fledertiere zu Ertragseinbußen. In vielen Gebieten ist das Aufplatzen der Früchte ein Problem.
Sehr viele tierische Schädlinge befallen die Litschibäume. Es gibt eine Reihe von pilzlichen Krankheitserregern, aber keiner gefährdet den Anbau stark.

### Erträge
In den unterschiedlichen Anbauländern reicht der Durchschnittsertrag von 1 bis 15 Tonnen Litschifrüchte je Hektar.
Die Erträge pro Obstbaum sind abhängig von der Sorte, der Kulturmethode, dem Alter des Exemplars, dem Wetter im betreffenden Jahr und der Verfügbarkeit von bestäubenden Insekten. Hier einige Beispiele: In Indien produziert ein 5 Jahre alter Baum etwa 500 Früchte, ein 20 Jahre alter Baum 4000 bis 5000 Früchte und damit 72,5 bis 150 kg, in Ausnahmefällen bis zu 455 kg im Jahr. Ein Obstbaum in Florida produzierte 544 kg. In China gibt es Berichte von einer 680-kg-Ernte. In Südafrika trägt ein 25 Jahre alter Baum durchschnittlich 272 kg in jedem guten Jahr.

### Sorten
In China sind etwa 200 Sorten bekannt, aber nur acht davon ('Baila', 'Baitangying', 'Heiye', 'Feizixiao', 'Guiwei', 'Gwiwei', 'Nuomici', 'Huaizhi') werden auf größeren Flächen angebaut. In Taiwan erfolgt 90 Prozent der Produktion mit der Sorte 'Hap Ip'. Die Hauptsorten in Indien sind 'Shahi', 'Bombai', 'China', 'Deshi', 'Calcutta', 'Rose Scented' und 'Mazaffarpur'. In Australien werden insgesamt etwa 40 Sorten angeboten, aber nur fünf davon ('May Pink', 'Fay Zee Siu', 'Souey Tung', 'Salathiel', 'Wai Chee') werden in größeren Mengen angebaut. In Südafrika verwendet man für den kommerziellen Anbau nur die Sorte 'Kwai Mi'.

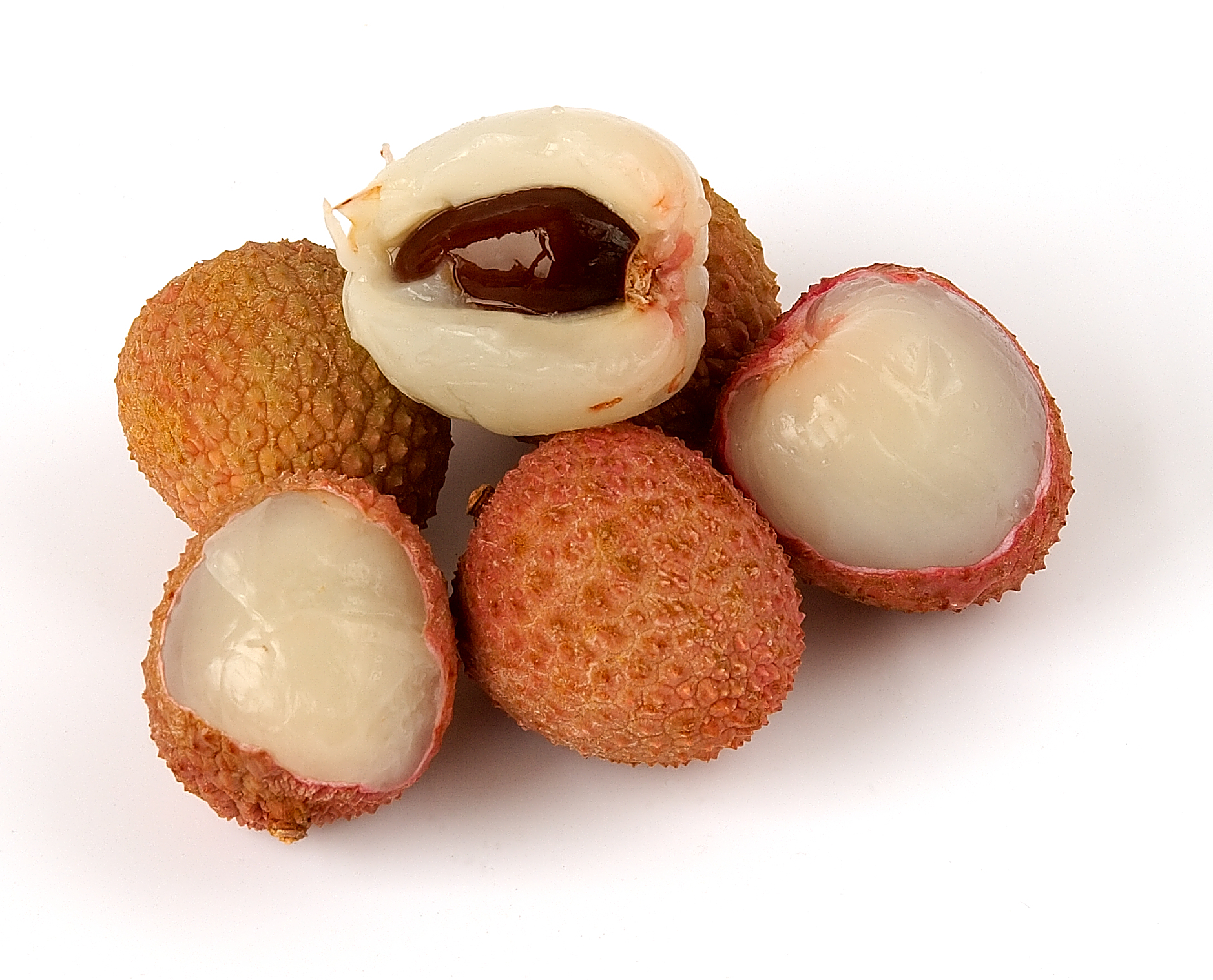
Litschifrüchte mit und ohne Schale und aufgeschnitten

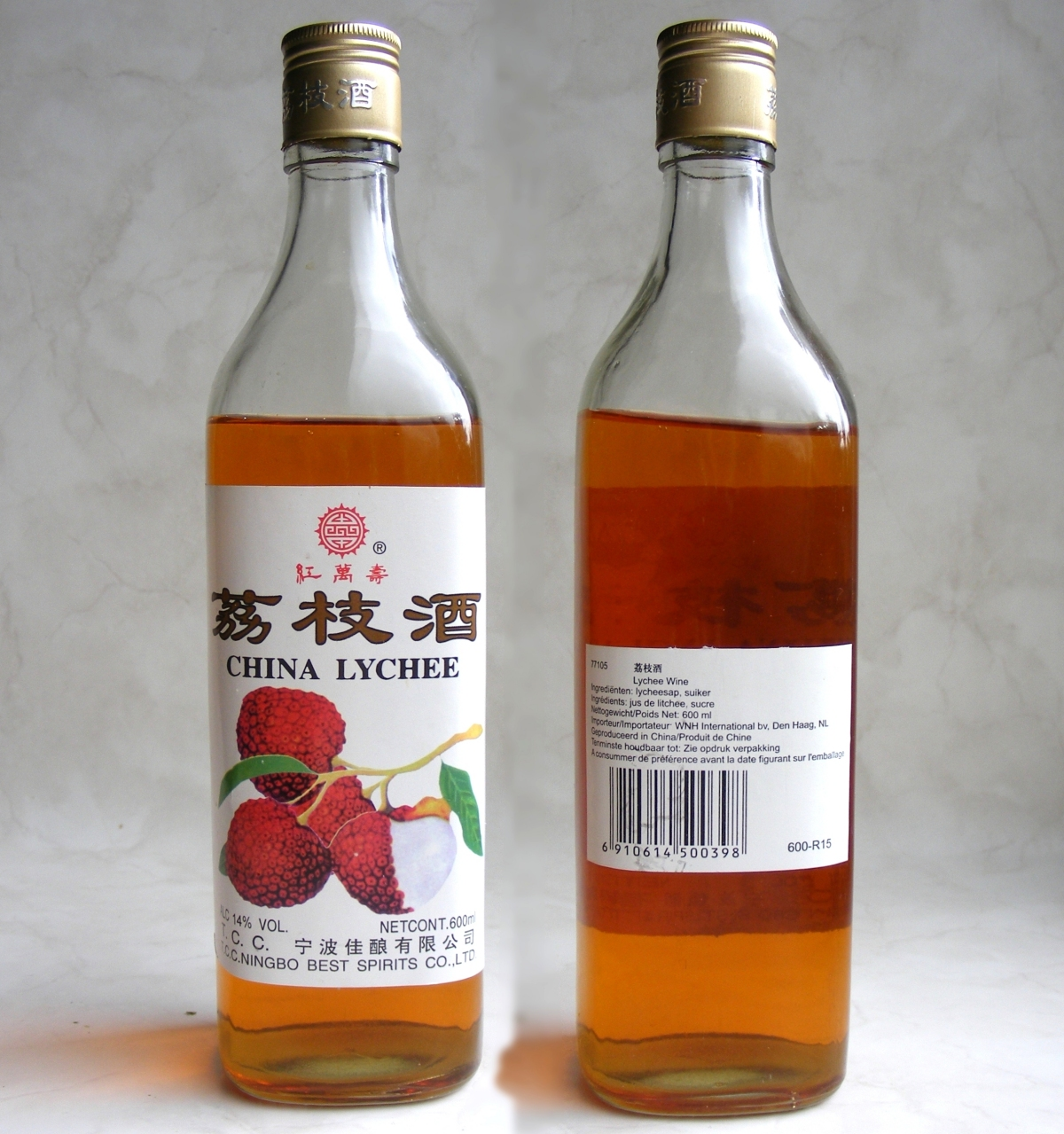
Litschi-Wein

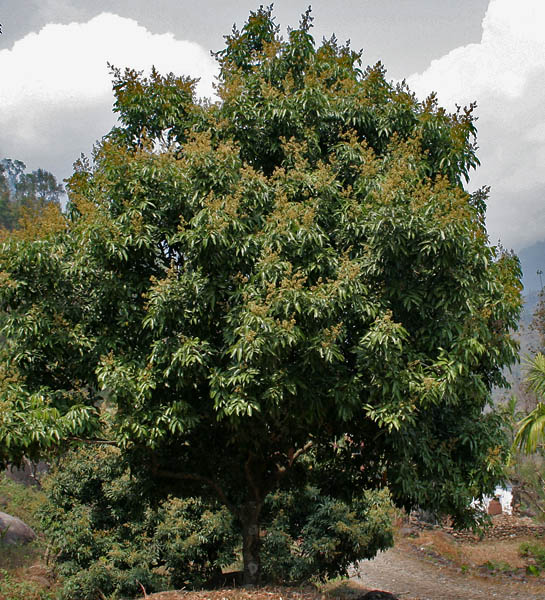
Habitus eines Litschibaumes mit Blütenständen

### Litschi als Obst
Der Geschmack der Litschifrüchte hängt stark vom Reifegrad ab. In den Hauptanbaugebieten wurde die Erntequalität standardisiert und es werden nur ganze Fruchtstände mit reifen Früchten geerntet und dann einzeln verpackt. Der Transport sollte mit genügend hoher Luftfeuchtigkeit und bei Temperaturen von etwa 5 °C erfolgen, ansonsten trocknen die Früchte aus und werden braun. Litschi ist eine Obstart, die in den letzten Jahrzehnten auch in den westlichen Industriestaaten immer beliebter geworden ist. Auf den europäischen Markt gelangen etwa 20.000 Tonnen frische Litschifrüchte, davon etwa die Hälfte nach Frankreich, gefolgt von Deutschland und dem Vereinigten Königreich.
Die Litschifrüchte kann man roh genießen. Gegessen wird der Arillus. Der Samen ist nicht genießbar. Litschifrüchte sollten bald nach dem Kauf verzehrt werden. Litschifrüchte gehören zu den am häufigsten konservierten Obstarten. Sie werden geschält und entkernt und in Zuckersirup hauptsächlich in Dosen konserviert. Litschisaft wird ebenfalls gehandelt. Auch Litschi-Fruchtgelee wird hergestellt. Getrocknete Litschifrüchte sind vielseitig verwendbar. Litschifrüchte werden auch zu Litschi-Wein vergoren.
| kJoule | Proteine | Fett  | Ballaststoffe | Kohlenhydrate | davon Zucker | Calcium | Magnesium | Phosphor | Vitamin C |
| ------ | -------- | ----- | ------------- | ------------- | ------------ | ------- | --------- | -------- | --------- |
| 276    | 0,8 g    | 0,4 g | 1,3 g         | 16,5 g        | 15,2 g       | 5 mg    | 10 mg     | 31 mg    | 72 mg     |

100 g frische Litschis (mit Schale) enthalten 40 mg Vitamin C (zum Vergleich: 100 g Kiwis enthalten etwa 70 mg; der Tagesbedarf eines Erwachsenen beträgt laut Empfehlung der Deutschen Gesellschaft für Ernährung 100 mg).
Unreife Litschi-Früchte enthalten natürlicherweise Hypoglycin A oder Methylencyclopropylglycine (MCPG), die beide Hypoglykämien (Unterzuckerungen) auslösen können. In der Umgebung der nordindischen Stadt Muzaffarpur kam es im Mai und Juni 2014 zu 390 Fällen von Enzephalopathie bei Kindern mit hoher Letalität (30 %). Die Erkrankungen wurden auf Hypoglykämien, verursacht durch den starken Konsum von unreifen Litschi-Früchten bei gleichzeitiger mangelhafter Ernährungslage zurückgeführt.

### Holz
Der Litschibaum liefert teuer gehandeltes Holz, das hart und haltbar ist. Das als nahezu unverwüstlich geltende Holz wird als Bau- und Wagnerholz sowie in der Tischlerei verwendet.

### Medizinische Verwendung
In der chinesischen Medizin wird von Litchi chinensis beispielsweise die Frucht, die Fruchtschale und der Samen vielseitig verwendet. Die medizinischen Wirkungen wurden auch für die Schulmedizin untersucht. Der Absud der Wurzeln, der Borke und der Blüten wird zum Gurgeln verwendet.
Zufällig ausgewählte Detailinformationen: In Untersuchungen in diesem Jahrtausend werden die Inhaltsstoffe des Perikarps charakterisiert, welches viele phenolische Komponenten mit antioxidativen Eigenschaften enthält.
Der Kern und die unreifen Früchte enthalten die nicht-proteinogene Aminosäure Hypoglycin A mit u. a. hypoglykämischer (toxischer) Wirkung.

### Honiggewinnung
In China und Florida beispielsweise werden größere Mengen Honig in den Litschi-Plantagen gewonnen.

### Zierpflanze
Der Litschibaum hat im Frühling mit seinen auffällig großen Blütenständen wie auch bei der späteren Rotfärbung der reifenden Früchte eine dekorative Wirkung. Deshalb wird er auch als Ziergehölz in Parks und Gärten verwendet.

## Trivialnamen in anderen Sprachen
Für Litchi chinensis Sonn. gibt es in vielen Sprachen Trivialnamen:
- Burmesisch: Kyet mouk, Lam yai, Lin chi
- Chinesisch: 荔枝 Li zhi (Li chi), 荔枝果 Li zhi guo
- Dänisch: Kinesisk blomme, Litchiblomme
- Englisch: Chinese cherry, Leechee, Lichee, Litchi, Lychee
- Französisch: Cerisier de Chine, Letchi (Réunion), Litchi, Litchi de Chine, Litchie, Litchier, Pied de letchi (Réunion), Quenepe chinois (Haiti)
- Griechisch: Λίτσι Litsi
- Japanisch: 茘枝 oder レイシ (beides reishi), レイシの果実 reishi no kudamono („Litschi-Frucht“) oder ライチ reichi
- Khmer: Kuléén
- Koreanisch: 리치
- Laotisch: Ngèèw
- Malaysisch: Kalengkeng (Indonesia), Kelengkang, Laici, Lici (Indonesia), Litsi (Indonesia) Klengkeng (Indonesia), Mengkuris (Borneo)
- Niederländisch: Lychee
- Portugiesisch: Lechia, Lichia, Litchia
- Russisch: Личи китайская Litschi kitaiskaja, Личи личи Litschi litschi, Личи китайское Litschi kitaiskoje, Лиджи китайское Lidschi kitaiskoje, Нефелиум Nefelium, Нефелиум личи Nefelium litschi
- Schwedisch: Kinesiska plommon, Litchiplommon
- Spanisch: Lichi
- Tagalog: Alupag-amo, Letsias, Licheas
- Thai: ลิ้นจี่  Linchi (Lin cii, Lin cee), ลิ้นจี่ป่า Lin chi pa, สีรามัน Si raman (See raaman), สีรามันขาว Si raman khao
- Vietnamesisch: Cây vải, Giống vải, Ngan xanh, Quả vải, Tu hú, Vải

## Weiterführende Literatur
- Frederic Rosengarten Jr.: Litchi „Nuts“. In: The Book of Edible Nuts. Courier Corporation, New York 2004, S. 299–301, ISBN 0-486-43499-0, online auf Books.Google.de, abgerufen am 22. Dezember 2016. (Obwohl dies ein Buch über essbare Nüsse ist, wird klargestellt, dass Litschifrüchte keine Nüsse enthalten).